# ウィスコンシン準州

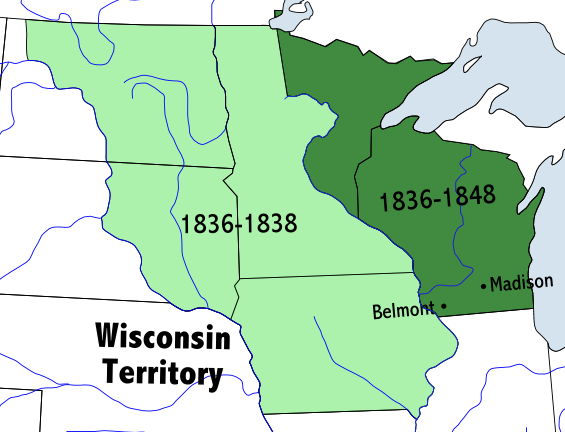
map of Wisconsin Territory 1836-1848

ウィスコンシン準州（-じゅんしゅう、英: Wisconsin Territory）は、1836年7月3日から1848年5月29日までのアメリカ合衆国の自治的領域である。準州を定義する法律は1836年4月20日にアメリカ合衆国議会で成立し、7月3日に有効となった。最初の準州都はベルモントとされたが、1836年10月に現在の州都マディソンに移された。
ウィスコンシン準州は、1848年5月29日にアメリカ合衆国第30番目の州に昇格した。

## 領域
ウィスコンシン準州は現在のウィスコンシン州、ミネソタ州、アイオワ州およびミズーリ川までの両ダコタ州の部分を含んでいた。領域の大部分は1783年にイギリスから割譲された当初の北西部領土の一部であった。現在のアイオワ州および両ダコタ州となった領域は元々ルイジアナ買収で獲得した領土の一部であり、1821年にミズーリ準州から分離して1834年にミシガン準州の中に付属されていた。
元々の北西部領土から、1800年にオハイオの州昇格準備のため、オハイオ以外の地域をインディアナ準州とし、1809年にはインディアナの州昇格準備のため、残った地域がイリノイ準州とされていた。1818年、今度はイリノイが州昇格準備のため、ミシガン準州に付けられた。さらに1836年、ミシガンが州に昇格するために、ウィスコンシン準州が分離された。このときがウィスコンシン準州の成立である。1838年にはアイオワ準州が分離して創られ、ウィスコンシン準州の領域が減った。現在のウィスコンシン州はウィスコンシン準州の大半を含んでおり、ウィスコンシン準州の残りの部分は1849年にミネソタ準州に組み入れられた。

## 歴史
アンドリュー・ジャクソン大統領はヘンリー・ドッジを知事に、ジョン・S・ホーナーを秘書官に指名した。新準州の最初の議会は1836年10月25日に、ラファイエット郡のベルモントで、ヘンリー・ドッジ知事の招集で開催された。
しかし、準州の起ち上げには時間的な後先が発生した。アメリカ合衆国議会がミシガンの州昇格請願を拒否したからである。ミシガンは北西部条例の州昇格条件を満たし、住民は1835年10月にその憲法を承認し、同時に自治政府による運営を始めていた。ミシガンの州昇格が1837年1月26日になって認められた状況を反映して、ミシガンから分離するウィスコンシン準州の創設は1836年7月まで認められなかった。
この時間的なずれの間も行政の空白を避けるために、ミシガン準州の知事代行スチーブンス・T・メーソンは1835年8月25日に、「尻の委員会」として知られるようになる「西部の」行政委員会選挙を行う旨宣言した。この委員会は1836年1月1日にグリーンベイで開催されることになった。しかし、ミシガンとオハイオ州との間でトレド戦争と呼ばれるトレド・ストリップを巡る領土紛争が続いていたために、ジャクソン大統領は1835年8月15日にメーソンを更迭し、後任にジョン・S・ホーナーを就任させた。ホーナーは彼自身の宣言を1835年11月9日に発して、委員会を12月1日に招集した。これは代議員に対しては1ヶ月も無い間に事態の変化を理解し会議に間に合うように旅して来いということだった。このことで代議員の間に強い困惑を生み無視することになった。ホーナーですら出席を怠ることになった。委員会は当初の予定通り1836年1月1日に招集されたが、ホーナーは出席する意図があると伝えられていたものの、病気のために遅参した。知事の居ないままでの委員会は管理的なことや儀式的なこと以外ほとんど何もできなかった。トレド・ストリップについてはミシガンが譲歩する代わりにアッパー半島を得ることで落着した。

## ウィスコンシン準州知事
- ヘンリー・ドッジ 1836-41
- ジェイムズ・デュアン・ドーティ 1841-44
- ナサニエル・P・トールマッジ 1844-45
- ヘンリー・ドッジ 1845-48

## ウィスコンシン準州秘書官
- ジョン・S・ホーナー 1836-37
- ウィリアム・B・スローター 1837-41
- フランシス・J・ダン 1841
- A・P・フィールド 1841-43
- ジョージ・ロジャース・クラーク・フロイド 1843-46
- ジョン・カトリン 1846-48

## アメリカ合衆国議会代表
- ジョージ・ウォレス・ジョーンズ 1836-1838 第24、第25議会
- ジェイムズ・デュアン・ドーティ 1839-41 第25、第26議会
- ヘンリー・ドッジ 1841-45 第27，第28議会
- モーガン・ルイス・マーチン 1845-47 第29議会
- ジョン・ハバード・トウィーディ 1847-48 第30議会
- ヘンリー・ヘイスティングス・シブリー 1848-49 第30議会